# Monumento ao Horizonte

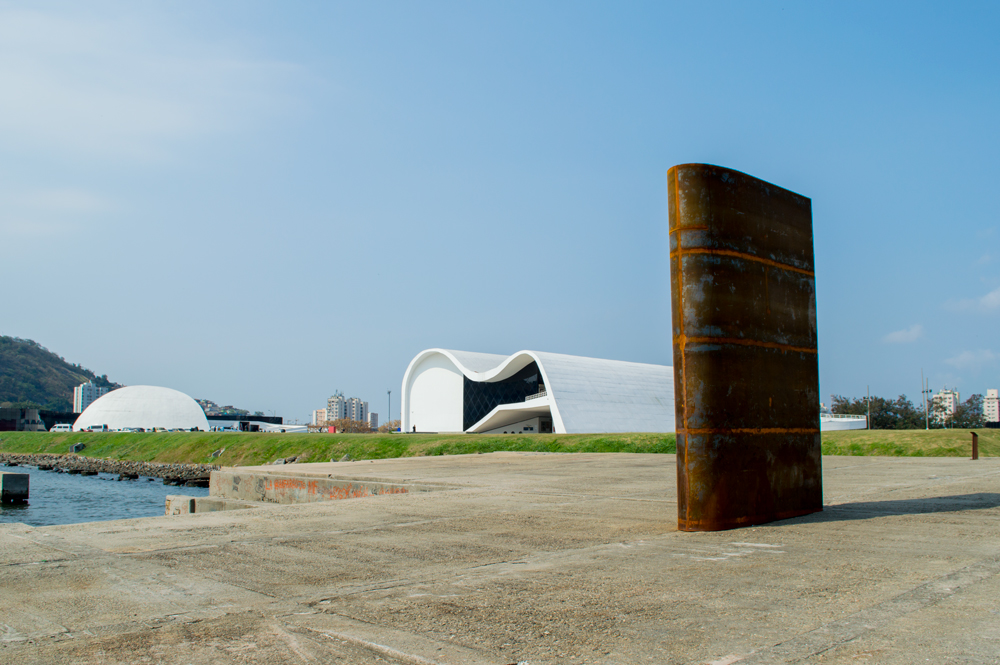
Escultura Monumento ao Horizonte (2016) do artista plástico Felippe Moraes em frente ao Teatro Popular de Niterói no Caminho Niemeyer.

Monumento ao Horizonte (2016) é uma escultura pública do artista visual Felippe Moraes permanentemente instalada em um píer de concreto no Caminho Niemeyer em Niterói. A escultura fica voltada para o pôr-do-sol no oeste, em direção à Cidade do Rio de Janeiro, marcando os solstícios e equinócios. A obra consiste de uma torre de aço corten de cinco metros de altura com uma escada interna que conduz a uma estreita fresta de 180° para a observação do horizonte à frente. O projeto foi o primeiro colocado no prêmio ArteMonumento2016 da FUNARTE, que financiou a construção da escultura.